# Distrito de Bolognesi
El distrito de Bolognesi, conocido como Mormurullo, es uno de los once que conforman la provincia de Pallasca en la sierra de la región Áncash, Perú. Limita por el Norte con el distrito de Pallasca; por el Este con el distrito de Huandoval; por el Sur con el distrito de Cabana y el distrito de Tauca y; por el Oeste con el departamento de La Libertad.

## Historia
Fue anexo del Distrito de Cabana, siendo declarado como distrito mediante ley N.º 8425, el 15 de julio de 1936, en el gobierno del Presidente Óscar R. Benavides.
El 7 de junio de 1997 fue inaugurada la electrificación en el pueblo, mismo día en el que nace la tercera hija del presente alcalde, con el nombre de Lucero (nombre dado en honor a la inauguración de la luz en Bolognesi). Asimismo, entre 1996 y 1998 se realizó la ampliación de la carretera Bolognesi – Choloque, durante el periodo del Alcalde Ernesto Roger Reyes Pérez, junto a su esposa Raquel Vásquez Vargas.

## Geografía
El distrito de Bolognesi está situado en el extremo oeste de la provincia de Pallasca, región Áncash, a 2, 912 m s. n. m. Geográficamente, está a 08º20'51" de latitud sur y a 78º02'48" de longitud oeste.
Está articulado con los demás distritos mediante caminos de herradura y dos carreteras, una de las cuales lo une a Cabana (capital provincial) y la otra contacta con la carretera “troncal” que une a los distritos de Pallasca con la costa. Cuenta con cinco barrios bien definidos por su ubicación, como Belén, Unión, Santa Cruz, Amazonas, y barrio Obrero. Es un distrito que tuvo su origen en la república, de altura aproximada de 2,880 m s. n. m. Cuenta con 5 anexos: Chaupi, Sagasagape, Caynubamba, Cachubamba y Ferrer, suelo natal del expresidente Alejandro Toledo.
Además, Bolognesi cuenta con una superficie de 180,127 m². presenta un suelo accidentado rodeado de cerros, lomas, quebradas, pequeños bosques y el río Tablachaca que le sirve de línea divisoria. Cuenta con bosques como El Morayca; lagunas en las altas punas como: Piticocha, Cabracocha, Emperolada, Tuctubamba, Pachorgo.
También presenta hermosos valles agrícolas de sembrío y grandes extensiones de alfalfares para la ganadería, y como única fuente de agua para el cultivo y para el consumo las provenientes de las lagunas de las alturas del Distrito; tiene un clima variable, que va desde el más frío en sus punas 3200 ms.n.m., hasta el más cálido en sus quebradas.
El Cerro Wanda que es conocido como el "guardián del Pueblo", es Patrimonio Cultural de la Nación por el Instituto Nacional de Cultura -INC desde el 18 de junio de 2002 según la Resolución N° 538-INC por albergar restos arqueológicos.

## Población
Según el INEI para el 2023 el distrito de Bolognesi tiene una población proyectada de 928 habitantes.
El Distrito de Bolognesi - Pallasca -Ancash, lo conforma el Centro Poblado de Ferrer y Bolognesi; asimismo los Caserios Caynubamba, Sagasacape, Cachubamba, Ichaguida y Chaupe,

## Educación
El distrito de Bolognesi cuenta con un centro educativo “88160” se encuentra ubicado en el departamento de Áncash, en la dirección JIRÓN JOSE DE SAN MARTIN 140, es una institución Pública de acceso gratuito,
Nivel Primaria; cuenta con clases en turno Mañana, con unas 6 secciones y ofrece una educación sólida para niños de 6 a 11 años, basada en valores y habilidades fundamentales que los preparan con conocimientos clave para su crecimiento académico bajo la modalidad de Educación Básica Regular Con un promedio de 14 estudiantes por aula, ofrece un ambiente adecuado para el aprendizaje.
Nivel Secundaria; ofrece una formación académica para jóvenes de 12 a 17 años, enfocada en el desarrollo del pensamiento crítico y la preparación para estudios superiores o el mundo laboral bajo la modalidad de Educación Básica Regular Con un promedio de 17 estudiantes por aula, ofrece un ambiente adecuado para el aprendizaje.
88160 es un centro educativo en Áncash que pertenece a la población Rural, una institución educativa Escolarizada perteneciente a la DRE Áncash con código 020015 y que está supervisada por la UGEL Pallasca.

## Autoridades

### Municipales
- 2023-2026
  - Alcaldesa: Miriam Yaveli Dominguez Villanueva (Alianza Para el Progreso)
  - Regidores:
    1. Apolonio Jacinto Manrique Vásquez (APP)
    2. Alexandra Leticia Manrique Agreda (APP)
    3. Netzer Claudio Aranda Fernandez (APP)
    4. Alberto Luis Ponce Manrique (APP) - en reemplazo de Lesly Lizet Reyes Murillo
    5. Félix Leonardo Colquicocha Agreda (Perú Libre)

Alcaldes anteriores
- 2019 - 2022: Andrés Germán Aparicio Reyes (SE).

- 2015 - 2018: Inocente Mallea Murillo Manrique (PP).
- 2013 - 2014:[4] Andrés Germán Aparicio Reyes, del Movimiento regional independiente Cuenta Conmigo (vacado) (CC).
- 2011 - 2014:  Gabriel Domínguez De la Cruz.(APRA)

## Festividades
- Fiesta patronal en Honor a San Antonio de Padua: El pueblo de Bolognesi celebra la Festividad Patronal en honor a San Antonio de Padua, se celebra del 07 al 14 de junio, siendo el día principal el 13 de junio. Esta es la principal festividad del año, bolognesinos y visitantes de diferentes partes de país y del  mundo llegan hasta el distrito para disfrutar y participar de la fiesta.
- Fiesta patronal en Honor a la Virgen Peregrina:  Se celebra todos los 21 de noviembre. Según testimonios orales la Virgen Peregrina apareció en el antiguo pueblo de Mormorullo y como no había iglesia en el lugar, la imagen era  "encargada" al pueblo de Cabana, después de celebrada la fiesta hasta el año venidero. Pero parece ser que la Virgen no se "acostumbraba" en Cabana, ya que al día siguiente de haber sido llevada "aparecía" junto a una planta de "shiraque", lugar en el que años más tarde se levantaría la iglesia. Fueron tantas las veces que la Virgen "volvía" a Bolognesi, que por fin los "boludos" (apelativo que tienen los lugareños por las bolas que forman en la mejilla al chacchar coca) se vieron obligados a construirle una iglesia para la virgencita Peregrina.                                                                                                                                       Tal vez, por esta razón, la Virgen ha "venido a Lima", junto con los bolognesinos peregrinos, haciendo honor a su nombre: Peregrina (Dícese de quien viaja o anda por tierras extrañas). algo más en Bolognesi como en Lima suelen llamar "pigue" (hipocorístico de cariño) a las personas que deambulan, naturalmente, aludiendo al nombre de la Virgen.